# Megalocranchia maxima
Megalocranchia maxima är en bläckfiskart som beskrevs av Pfeffer 1884. Megalocranchia maxima ingår i släktet Megalocranchia och familjen Cranchiidae. Inga underarter finns listade i Catalogue of Life.

## Bildgalleri

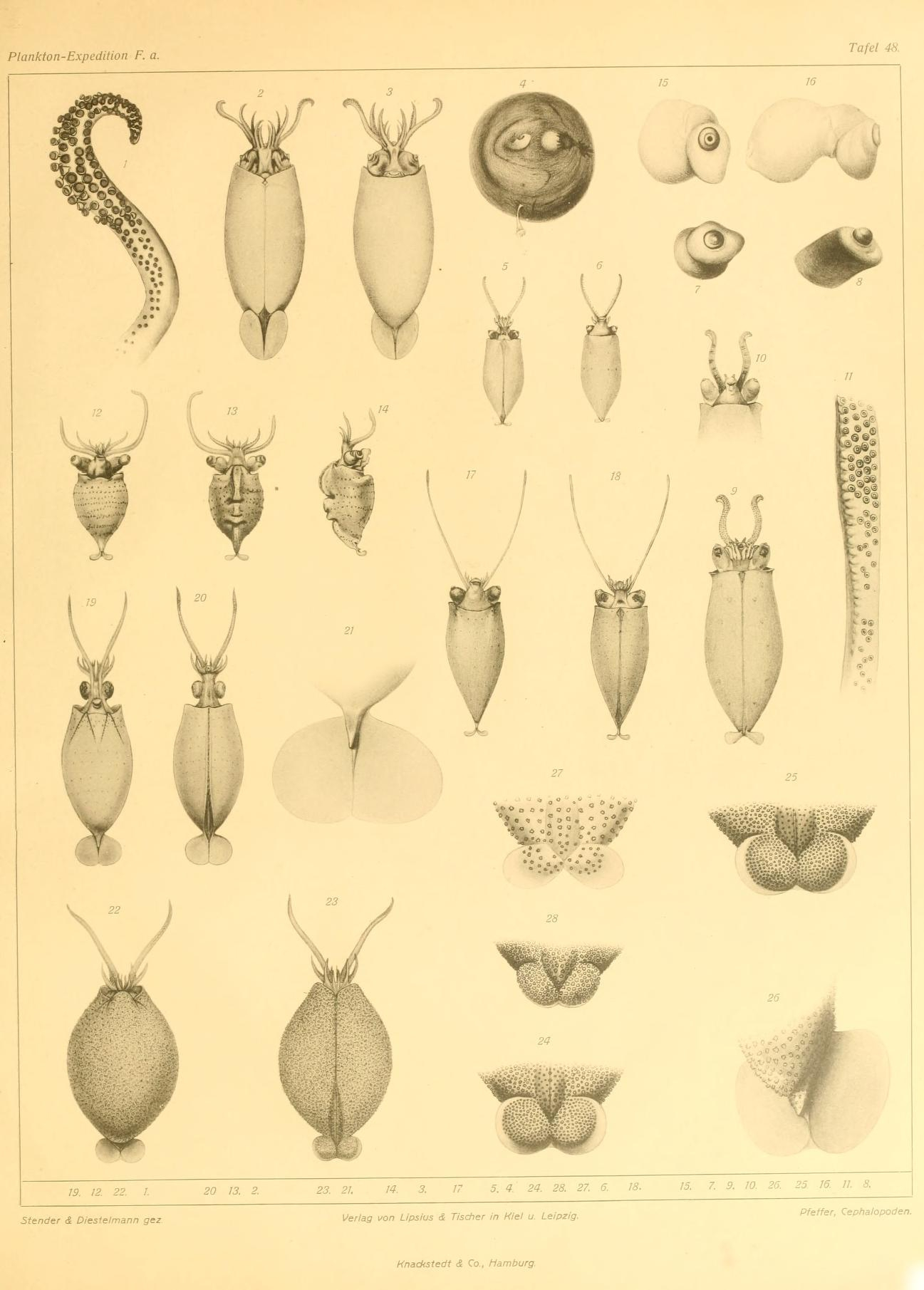